# Plagiotriptus pinivorus
Plagiotriptus pinivorus är en insektsart som beskrevs av Marius Descamps 1977. Plagiotriptus pinivorus ingår i släktet Plagiotriptus och familjen Thericleidae. Inga underarter finns listade i Catalogue of Life.